# Храм Святителя Луки и Архангела Михаила (Одесса)
Храм Святителя Луки и Архангела Михаила в Одессе (Украинская православная церковь) — комплекс, включающий сам храм, колокольню, водосвятную часовню и здание духовно-просветительского центра. Храм был возведен в 2010 году по старинной технологии «без единого гвоздя», менее чем за 5 месяцев, и стал первым в Одессе шедевром церковного деревянного зодчества.
При храме организован духовно-просветительский центр, включающий в себя воскресные школы для взрослых и детей, библиотеку, трапезную, спортивный зал и ряд других помещений, где можно вести внебогослужебную социальную деятельность.
Храм построен по благословению Высокопреосвященнейшего Агафангела, митрополита Одесского и Измаильского и освящен им 21 ноября 2010 года.
Храм построен на средства семьи Михаила Зиновьевича Рафаевича при поддержке Валерия Николаевича Запорожана и Владлены Геннадьевны Дубининой.